# عبد الله سمارة
عبد الله سمارة ( – 22 نوفمبر 1973)، سياسي فلسطيني، وُلِدَ في مدينة طولكرم الفلسطينية أواخر القرن التاسع عشر الميلادي، يُعد من أبرز قياديي الحركة الوطنية الفلسطينية في القرن العشرين، كان عضوًا في المؤتمر العربي الفلسطيني خلال فترة العشرينات، وأحد مُؤسسي الحزب العربي الفلسطيني عام 1935 ومن أبرز قادته، وأحد مُؤسسي اللجنة القومية في فلسطين عام 1936 وأحد أبرز شخصياتها، ومن رجالات الثورة الفلسطينية الكبرى عام 1936، وعضو أول مجلس وطني فلسطيني عام 1948 والذي عُرف باسم "المجلس الوطني لعموم فلسطين"، وفي عامي 1952 و1953 تولى منصب مُمثل فلسطين لدى لبنان حيث تولى رئاسة مكتب الهيئة العربية العليا لفلسطين في العاصمة اللبنانية بيروت.

## سيرته
وُلِدَ عبد الله سمارة في مدينة طولكرم بفلسطين في أواخر القرن التاسع عشر الميلادي في زمن الدولة العثمانية لعائلةٍ ثريةٍ ومالكةٍ للأراضي، وقد نشأ في المدينة وتلقى فيها علومه الأولية.
بدأ سمارة حياته السياسية بتوليه زمام الحركة الوطنية الفلسطينية في مدينته طولكرم من خلال ما عُرف "بالنادي العربي الوطني" الذي أقيم في المدينة نهاية عام 1918، إذ كان النادي هو الإطار التنظيمي السياسي الوطني الوحيد في المدينة حينها، وقد شاركه صديقه السياسي الفلسطيني سليم الحاج إبراهيم في قيادة النادي والحركة الوطنية في المدينة.
كان سمارة عضوًا في المؤتمر العربي الفلسطيني مُمثِلًا لطولكرم لعدةِ دورات؛ وهو المؤتمر الذي يُعد بمثابة المجلس النيابي للشعب الفلسطيني إبان فترة الانتداب البريطاني، فكان عضوًا في المؤتمر العربي الفلسطيني الرابع الذي انعقد في مدينة القدس بتاريخ 25 مايو 1921، وعضوًا في المؤتمر الخامس الذي انعقد في مدينة نابلس بتاريخ 22 أغسطس 1922، وعضوًا في المؤتمر السادس الذي انعقد في مدينة يافا في أكتوبر 1925، وعضوًا في المؤتمر السابع الذي انعقد في مدينة القدس بتاريخ 20 يونيو 1928، وعضوًا في اللجنة التنفيذية المنبثقة عن المؤتمر السابع حيث كانت اللجنة تنطق باسم الشعب الفلسطيني وتقود الحركة الوطنية الفلسطينية في المؤتمرات واللجان والمظاهرات والإضرابات والبيانات، وقد بقيت اللجنة قائمة حتى تُوفي رئيسها موسى كاظم الحسيني في 26 مارس 1934.

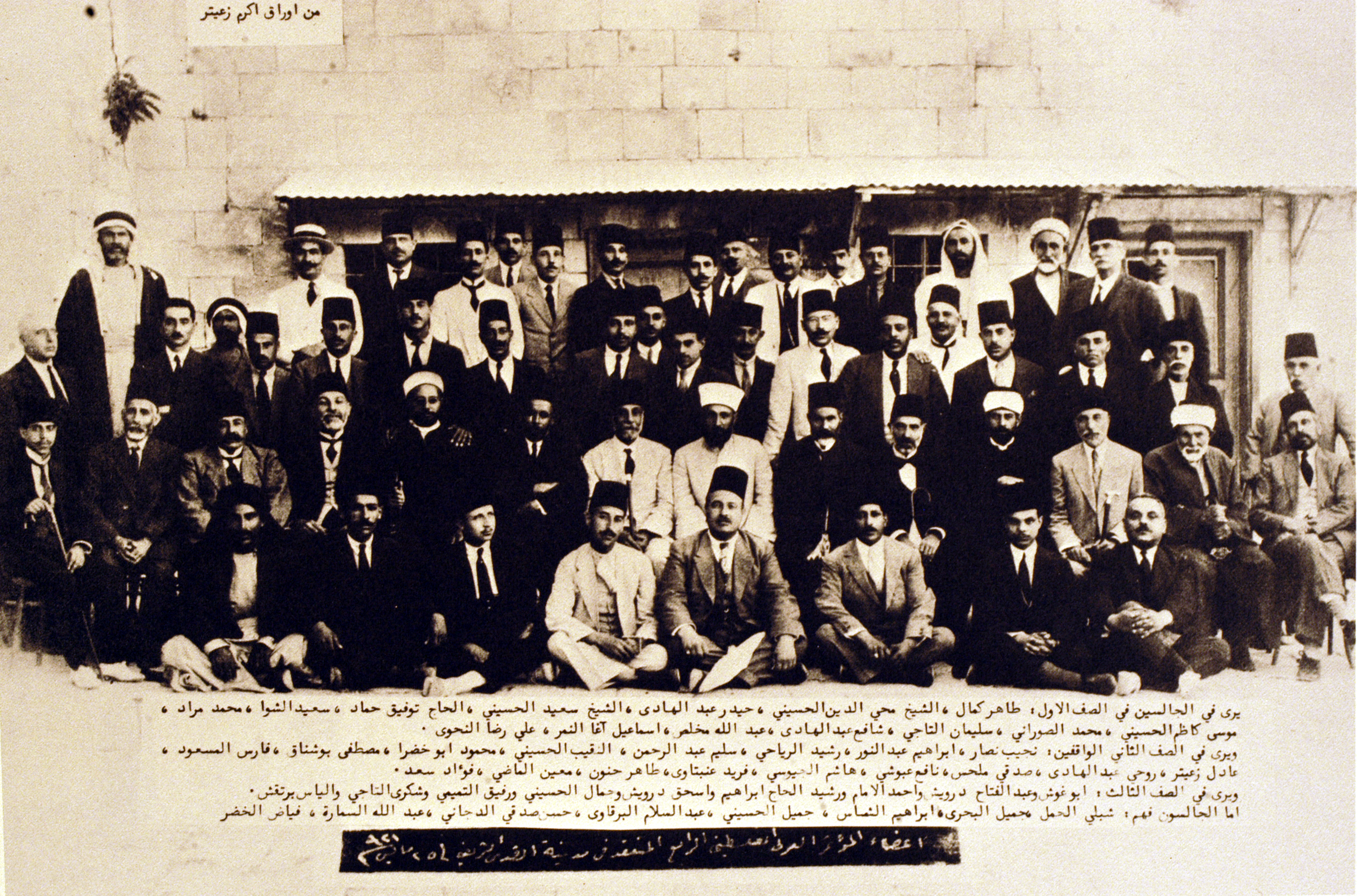
أعضاء المؤتمر العربي الفلسطيني الرابع في القدس وبينهم عبد الله سمارة (الشخص الثاني يسارًا من الجالسين في الصف الأول)، مايو 1921.
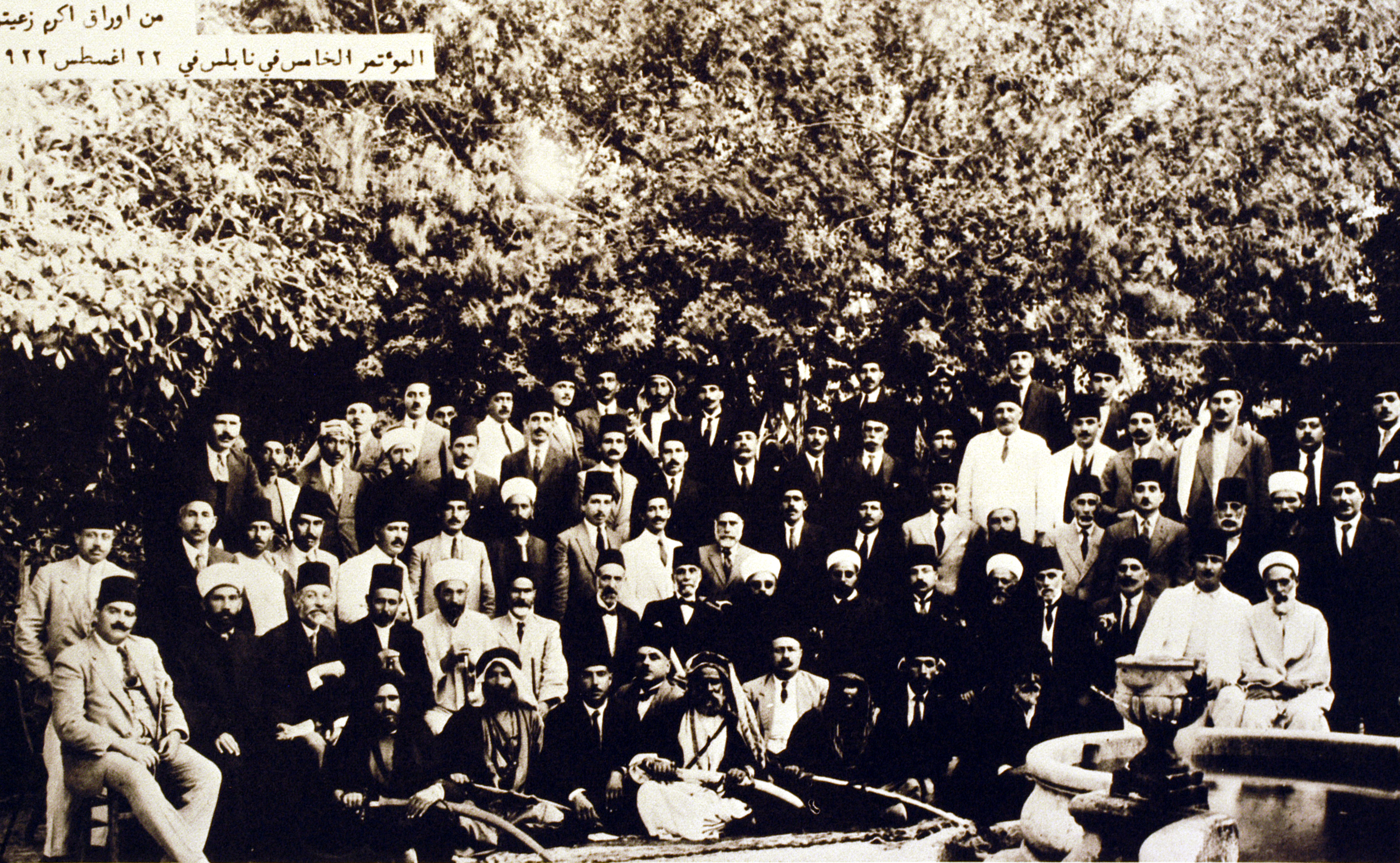
أعضاء المؤتمر العربي الفلسطيني الخامس في نابلس وضمنهم سمارة (الشخص الثاني يمينًا من الجالسين في الصف الأول)، أغسطس 1922.
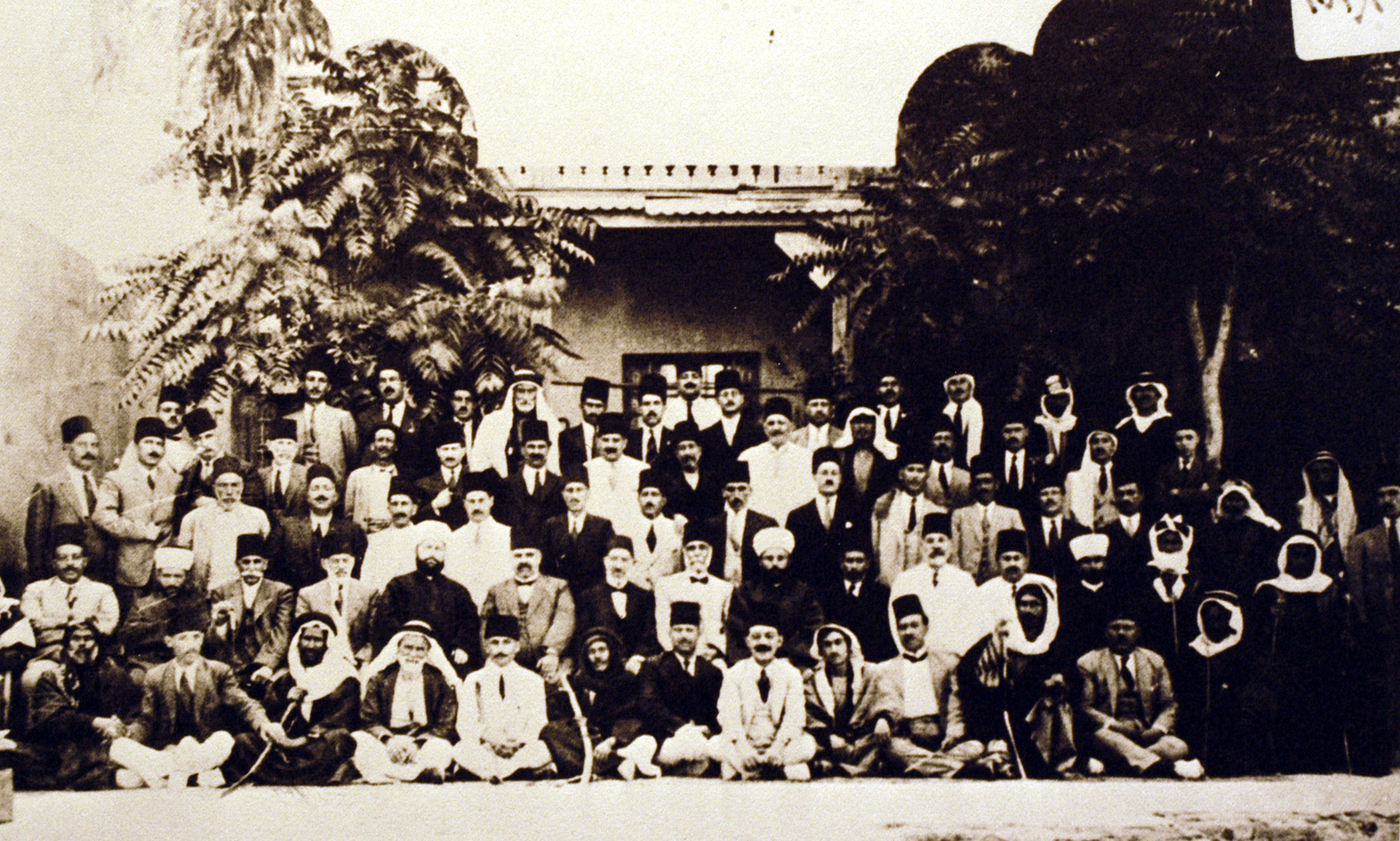
أعضاء المؤتمر العربي الفلسطيني السادس في يافا ومعهم سمارة (الشخص الثاني يسارًا من الجالسين في الصف الأول)، أكتوبر 1925.

وكان عضوًا في المؤتمر الإسلامي الذي عُقد في مدينة القدس في نوفمبر 1928، وهو المؤتمر الذي حضره شخصياتٌ إسلامية من فلسطين وسوريا ولبنان وشرق الأردن لمناقشة سُبل الدفاع عن المسجد الأقصى وحائط البراق والأماكن الإسلامية المُقدسة.
في نهاية العشرينات وبداية الثلاثينات تصاعد نشاط الحركة الوطنية الفلسطينية وأظهر القياديان للحركة الوطنية الفلسطينية عبد الله سمارة وسليم الحاج إبراهيم "براعةً" عندما أضافا "طابعًا راديكاليًا" على الحركة الوطنية.
في آواخر مارس 1935 شارك سمارة في تأسيس وولادة الحزب العربي الفلسطيني، فكان أحد مُؤسسي الحزب ومن أبرز قادته، وهو الحزب الذي يُعد من أكبر الأحزاب السياسية في فلسطين الانتدابية وأقواها نفوذًا وتأثيرًا وأكثرها تمثيلاً للشعب الفلسطيني، وقد كان من أبرز شخصيات الحزب إلى جانب سمارة كُلٌ من جمال الحسيني وفريد عنبتاوي وآخرين.
وفي أبريل 1936 كان سمارة أحد مُؤسسي اللجنة القومية في فلسطين وأحد أبرز شخصياتها، كما شارك في ذات العام في المؤتمر العام للجنة، وقد قادت اللجنة الثورة الفلسطينية الكبرى التي اندلعت في ذات العام 1936، فكان سمارة أحد أبرز رجالات الثورة، فلاحقته وطاردته سُلطات الانتداب البريطاني، فاضطر للاستقرار في مدينة صيدا اللبنانية، ثم سُرعان ما اُعتُقِلَ في لبنان من سُلطات الانتداب الفرنسية.
في 1 ديسمبر 1936 أُلقي القبض على سمارة في مدينة المفرق في الأردن مع أحد مُرافقيه قادمًا من دمشق عبر طريق درعا، ووفق صحيفة الدفاع الفلسطينية في ذلك اليوم فقد جاء القبض على سمارة "بناءً على إخبارية وردت من دمشق"، وقد صودرت من سمارة بعض الأوراق وأُطلِقَ سراحه بعد توقيفٍ ليوم كاملٍ على أن يغادر الأردن على الفور، فعاد بذلك إلى دمشق.
في سبتمبر 1937 شارك في المؤتمر العربي القومي في بلودان «مؤتمر بلودان» حيث كان أحد أعضاء المؤتمر.

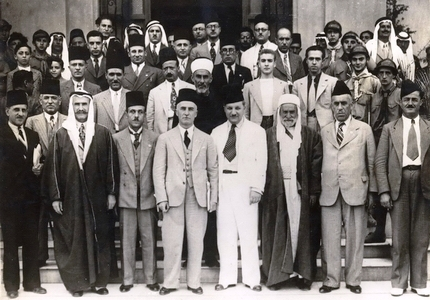
أعضاء مؤتمر بلودان وبينهم سمارة، سبتمبر 1937.

يقول السياسي الفلسطيني أحمد الشقيري في كتابه "أربعون عامًا في الحياة العربية والدولية": «وكان بعض قادة الثورة يصلون إلى بيروت في بعض شؤونهم، فأجتمع إليهم وأتداول وإياهم شؤون الكفاح المسلح وأخباره. وإني لأذكر تلك الليلة التي جاءني فيها عبد الله سمارة (طولكرم) وكان لاجئًا في لبنان، ليقول لي أن معه ضيفًا لا يطمئن إلا إذا بات عندي. قلت مرحبًا بك وبالضيف ادخلوا. وكان الضيف القائد الشجاع عبد الرحيم الحاج محمد (طولكرم) فدخل، وقضى عندنا ثلاث ليال وهو يروح ويغدو عند الحاج أمين، شاكيًا متبرمًا، وأنا أقول له: اصبر وما صبرك إلا بالله».
ويقول الكاتب والصحافي الفلسطيني محمد علي الطاهر في كتابه "ظلام السجن: مذكرات ومفكرات سجين هارب تنكر واختفى" الصادِر عام 1951: «وممن سألوهم في صيدا السيد عبد الله السمارة أحد أعيان طولكرم من أعمال فلسطين وكان بوقتها لاجئًا إلى لبنان فرارًا من الإنكليز، وهو الآن بلبنان هاربًا من اليهود، وكان عبد الله لما وصلت قرينتي إلى دار عمها في صيدا قد ذهب وأهله وسلموا عليها وأقاموا لها مأدبة في دارهم، فإذا بالشرطة الإفرنسية تقبض عليه وتحقق معه وتحبسه قبل أن يذوق طعام الوليمة. وقد زارني السيد السمارة في مصر وأنا أسطر هذه الحوادث فأخبرني عن شيءٍ جديد من كذب الاستعمار، وذلك أنه اجتمع قبل حبسه بشهور بالمرحوم جورج بك أنطونيوس فقال له هذا إنه قابل الجنرال كلايتون مدير الاستخبارات والجاسوسية البريطانية العام وعاتبه على حبسي».
بعد انتهاء الثورة الفلسطينية عاد سمارة إلى طولكرم، وفي عام 1948 كان عضوًا في أول مجلس وطني فلسطيني والذي عُرف باسم "المجلس الوطني لعموم فلسطين"، وفي 30 سبتمبر 1948 اجتمع أعضاء المجلس في غزة وبينهم سمارة وأعلنوا تشكيل حكومة عموم فلسطين.
بعد أحداث النكبة الفلسطينية عام 1948 وإقامة دولة إسرائيل فقد طُورد سمارة من قبل يهود إسرائيل، فاضطر لمغادرة طولكرم والاستقرار مُجددًا في لبنان، وفي عام 1952 كلفه المفتي أمين الحسيني بتولي منصب رئيس مكتب الهيئة العربية العليا لفلسطين في لبنان خلفًا لإميل الغوري، حيث كانت الهيئة في ذلك الوقت هي الكيان السياسي الرسمي المُمثل للفلسطينيين، فبذلك أصبح سمارة مُمثلًا رسميًا لفلسطين في لبنان ومُشرفًا على شؤون الفلسطينيين هناك، واستمر رئيسًا للمكتب حتى 26 نوفمبر 1953 حيث خلفه بالمنصب محمد توفيق الطيبي، وبقي سمارة في لبنان حتى وفاته فيها عام 1973.

## حياته الشخصية
عبد الله سمارة مُتزوج من "ملك خورشيد" إحدى أبرز مُؤسِسات الاتحاد النسائي الفلسطيني العام، وله عدة أبناء من أبرزهم ابنته الأديبة الفلسطينية نهى سمارة (1944–1992).

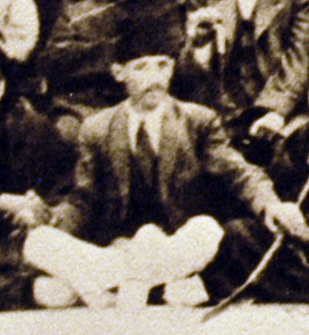
عبد الله سمارة في أكتوبر 1925.

## وفاته
تُوفي عبد الله سمارة في العاصمة اللبنانية بيروت صباح يوم الخميس 22 نوفمبر 1973 ودفن فيها، وكانت الهيئة العربية العليا لفلسطين قد نعته.